# Lupi in Gran Bretagna
I lupi erano animali presenti un tempo anche in Gran Bretagna come in altre regioni europee. I primi scritti tratti dalle cronache romane e sassoni indicano che i lupi sembrano essere stati straordinariamente numerosi sull'isola. A differenza di altri animali britannici, i lupi non erano affetti da nanismo insulare, con alcuni resti scheletrici che dimostrano che potrebbero essere cresciuti fino alle dimensioni dei lupi artici. Sull'isola la specie è stata progressivamente sterminata attraverso una combinazione di deforestazione e caccia tramite sistemi di taglie. Secondo i registri ufficiali l'ultimo lupo britannico è stato ucciso in Scozia nel 1680.

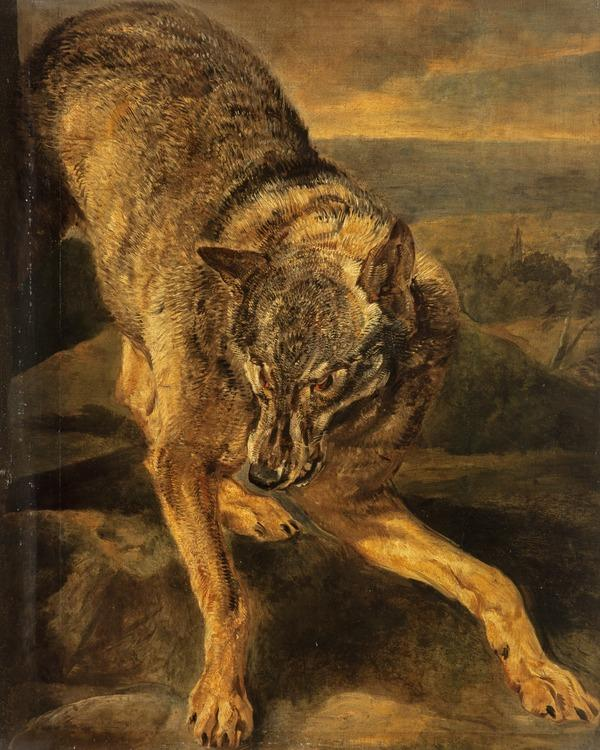
Un lupo di Jan Fyt, National Galleries of Scotland

## I lupi in Inghilterra e Galles
I resti antichi più conosciuti di lupi in Gran Bretagna provengono dalla grotta di Pontnewydd in Galles, risalenti a circa 225.000 anni fa, durante il tardo Pleistocene medio. I lupi occuparono ininterrottamente l'attuale territorio britannico da quel momento, nonostante le drammatiche fluttuazioni climatiche.
La conquista romana della Britannia portò solo ad una caccia sporadica al lupo, che non lo sradicò. Nell'Alto Medioevo, i lupi erano ancora particolarmente numerosi nei distretti confinanti con il Galles, che erano densamente boscosi. Lo sfruttamento della fauna selvatica fu limitato nella seconda metà del primo millennio. Si racconta tradizionalmente che il re d'Inghilterra Edgar il Pacifico avesse richiesto, nel 957, trecento pelli di lupo dai regni del Galles settentrionale e meridionale. Questa testimonianza è riportata nella Gesta Regum Anglorum di Guglielmo di Malmesbury. 
Le restrizioni sulla caccia della fauna selvatica rimasero fino alla conquista normanna dell'Inghilterra. Il monaco Galfrid, mentre scriveva sui miracoli di San Cutberto sette secoli prima, osservò che i lupi erano così numerosi in Northumbria, che era praticamente impossibile anche per i più ricchi pastori proteggere le loro pecore, nonostante impiegassero molti uomini per il lavoro. La Cronaca anglosassone afferma che il mese di gennaio era noto come "il mese del lupo", poiché questo era il primo mese di caccia al lupo da parte della nobiltà. Ufficialmente, la stagione di caccia si sarebbe conclusa il 25 marzo; quindi comprendeva la stagione dei cuccioli quando i lupi erano più vulnerabili e la loro pelliccia era di migliore qualità. 
I re normanni (che regnarono dal 1066 al 1154) impiegarono dei servi come cacciatori di lupi e molti di loro possedevano terre concesse a condizione che adempissero a questo dovere. Guglielmo il Conquistatore concesse la signoria di Riddesdale nel Northumberland a Robert de Umfraville a condizione che difendesse quella terra dai nemici e dai lupi. Non c'erano restrizioni o sanzioni per la caccia ai lupi, tranne che nelle riserve di caccia reali, con la motivazione che la tentazione per un suddito comune di uccidere un cervo lì sarebbe stata troppo grande. I lupi inglesi venivano più spesso intrappolati che cacciati. Una famiglia di cacciatori di lupi che risiedeva nella foresta di Peak nel XIII secolo, perlustrava la foresta a marzo e dicembre e metteva la pece nelle aree frequentate dai lupi. In quel periodo dell'anno, i lupi avrebbero avuto maggiori difficoltà a sentire l'odore della pece rispetto ad altri periodi e , durante le estati secche, i cacciatori entravano nella foresta per uccidere le cucciolate. Giraldo di Galles scrisse di come i lupi di Holywell mangiassero i cadaveri lasciati dalla spedizione punitiva di Enrico II in Galles nel 1165.

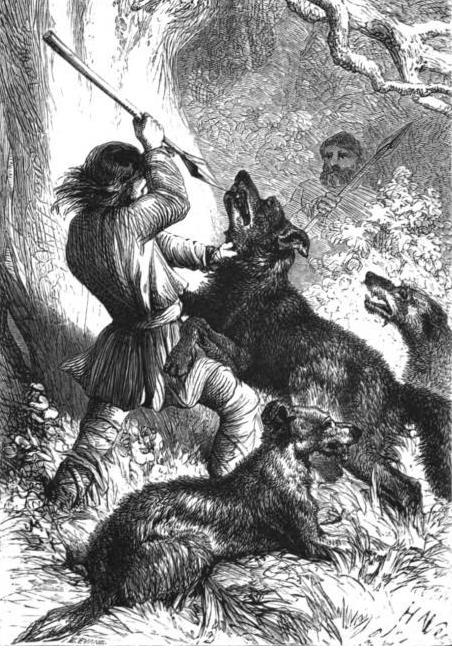
Una caccia al lupo anglosassone come descritta nel romanzo The British Wolf-Hunters di Thomas Miller del 1859.

Il re Giovanni d'Inghilterra assegnò un premio di 10 scellini per la cattura di due lupi. Edoardo I, che regnò dal 1272 al 1307, ordinò lo sterminio totale di tutti i lupi nel suo regno e assunse personalmente un certo Peter Corbet, con l'ordine di distruggere i lupi nelle contee del Gloucestershire, Herefordshire, Worcestershire, Shropshire e Staffordshire, aree vicine e comprendenti alcune delle Marche gallesi, dove i lupi erano più comuni che nelle aree meridionali dell'Inghilterra. 

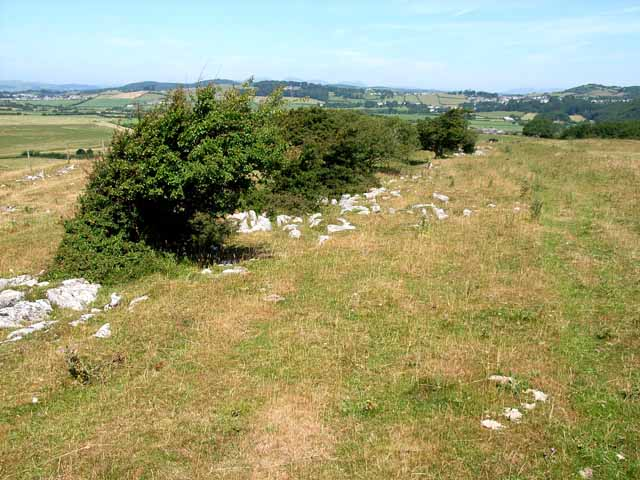
Humphrey Head, uno sperone calcareo situato a sud del villaggio di Allithwaite in Cumbria, Inghilterra, dove, secondo la leggenda, fu ucciso l'ultimo lupo inglese nel XIV secolo.

Nel 1370, durante il regno di Edoardo III, un certo Thomas Engaine aveva in proprietà le terre a Pytchley, nella contea di Northampton, a condizione che usasse cani da caccia per uccidere i lupi nelle contee di Northampton, Rutland, Oxford, Essex e Buckingham. Nel 1433, durante il regno di Enrico VI, un certo Sir Robert Plumpton possedeva un territorio chiamato "terra di caccia al lupo" a Nottingham, col compito di suonare un corno e inseguire o spaventare i lupi nella foresta di Sherwood. Si pensa generalmente che il lupo si estinse in Inghilterra durante il regno di Enrico VII (1485-1509), o almeno che fosse divenuto già molto raro. A quel tempo, i lupi erano ormai limitati alle foreste del Lancashire, di Blackburn e Bowland, nelle parti più selvagge del Derbyshire, nel Peak District e nello Yorkshire. Le taglie per i lupi vennero mantenute nell'East Riding fino all'inizio del XIX secolo.

## I lupi in Scozia
I lupi in Scozia durante il regno di Giacomo VI erano considerati una minaccia tale per i viaggiatori che sulle strade vennero erette delle case speciali per proteggerli. Nel Sutherland, i lupi scavavano tombe così frequentemente che gli abitanti di Eddrachilles seppellivano i loro morti sull'isola di Handa. La sepoltura insulare era una pratica adottata anche a Tanera Mòr e a Inishail, mentre nell'Atholl le bare venivano rese a prova di lupo, costruendole con cinque lastre di pietra. I lupi probabilmente si estinsero nelle Lowlands scozzesi tra il XIII e il XV secolo, quando le immense distese di foresta furono disboscate.
Il re Giacomo I di Scozia emanò una legge nel 1427 che richiedeva tre cacce al lupo all'anno tra il 25 aprile e il 1° agosto, in coincidenza con la stagione delle cucciolate. Le popolazioni di lupi scozzesi raggiunsero il picco durante la seconda metà del XVI secolo. Si sa che Maria, regina di Scozia, cacciò i lupi nella foresta di Atholl nel 1563. 
La storia sull'ultimo lupo o gli ultimi lupi presenti in Gran Bretagna varia a seconda di leggende e testimonianze. I registri ufficiali indicano che l'ultimo lupo scozzese (che era anche l'ultimo lupo britannico) fu ucciso da Sir Ewen Cameron di Lochiel nel 1680 a Killiecrankie, nel Perthshire. Tuttavia, alcuni sostennero che ci fossero ancora lupi in Scozia nel XVIII secolo.

## Proposte di reintroduzione dei lupi nel Regno Unito
Nel 1999, il dottor Martyn Gorman, docente di zoologia presso l'Università di Aberdeen e vicepresidente della Mammal Society del Regno Unito, chiese la reintroduzione dei lupi nelle Highlands scozzesi e nella campagna inglese per far fronte ai 350mila cervi rossi che all'epoca danneggiavano i giovani alberi piantati per il legname. Lo Scottish National Heritage prese in considerazione l'idea di ristabilire colonie di lupi attentamente controllate, ma accantonò l'idea in seguito alle proteste degli allevatori di pecore.
Nel 2002, Paul van Vlissingen, un ricco proprietario terriero di Letterewe, Achnasheen, Ross-shire, nelle Highlands occidentali, propose la reintroduzione di lupi e linci in Scozia e Inghilterra, affermando che i metodi di abbattimento dei cervi fossero inadeguati e che i lupi avrebbero dato inoltre una spinta all'industria turistica scozzese. 
Nel 2007, alcuni ricercatori britannici e norvegesi, tra cui esperti dell'Imperial College di Londra, affermarono che la reintroduzione del lupo nelle Highlands scozzesi e nella campagna inglese avrebbe aiutato a ristabilire piante e uccelli attualmente ostacolati dalla popolazione di cervi. Il loro studio aveva anche valutato gli atteggiamenti delle persone nei confronti dell'idea di liberare i lupi in natura. Mentre il pubblico era generalmente positivo, le persone che vivevano nelle aree rurali erano più sensibili, sebbene fossero aperte all'idea a condizione che venissero rimborsate per le perdite di bestiame.
Richard Morley, della Wolves and Humans Foundation, nel 2007 previde che il sostegno pubblico alla reintroduzione del lupo sarebbe cresciuto nei successivi decenni, sebbene avesse criticato le precedenti idee definendole troppo "semplici o romantiche". Affermò che, sebbene i lupi sarebbero stati utili al turismo, gli agricoltori e le piccole fattorie avevano serie preoccupazioni circa l'effetto che i lupi avrebbero potuto avere sul loro bestiame, in particolare sulle pecore con l''eventuale rimborso ai pastori per le loro perdite.
Sebbene, a partire dal 2017, la prospettiva di reintrodurre lupi e altri grandi carnivori nelle Highlands scozzesi rimanesse altamente controversa, c'era chi stava pianificando delle reintroduzioni. Paul Lister, il laird di Alladale Estate, nella foresta caledoniana della Scozia settentrionale, ha pianificato di reintrodurre grandi carnivori nelle sue riserve naturali, come lupi, linci e orsi. Molti degli argomenti contro questo tipo di reintroduzione sono dovuti ai potenziali impatti che questi animali potrebbero avere sull'agricoltura, ma Lister ha sostenuto che questo non sarebbe un problema ad Alladale poiché c'è pochissima agricoltura in quella zona. Questo tipo di reintroduzione potrebbe essere vantaggioso per l'economia e l'ecologia del Regno Unito, proprio come accaduto negli Stati Uniti. Nel 1995, i lupi vennero reintrodotti nel Parco nazionale di Yellowstone, il che ha trasformato l'ecologia della zona, consentendo alle foreste di rigenerarsi e alla biodiversità di aumentare. Il turismo legato ai lupi ha portato inoltre 35,5 milioni di dollari all’anno allo Stato del Wyoming. 